# Coptosia demelti
Coptosia demelti är en skalbaggsart som beskrevs av Stefan von Breuning 1973. Coptosia demelti ingår i släktet Coptosia och familjen långhorningar. Inga underarter finns listade i Catalogue of Life.